# Teoría de la inferencia correspondiente
La Teoría de las inferencias correspondientes es una teoría psicológica propuesta por Edward E.Jones y Keith Davis (en el año 1965), que “sistemáticamente da cuenta de las inferencias del receptor cuando el actor está intentando conseguir algo a través de su acción en particular.”
El objetivo de esta teoría es explicar por qué la gente da atribuciones internas o externas. Uno compara sus acciones con otras alternativas para así evaluar las elecciones tomadas, y teniendo en cuenta varios factores uno puede decidir si su comportamiento fue causado por una disposición interna o no.
El Modelo de Covariación es usado en esta teoría, más específicamente para definir el grado por el que uno atribuye un comportamiento a una persona aun cuando es opuesta a la situación. Estos factores son: ¿tiene esta persona poder de elección sobre esa acción? ¿Es su comportamiento esperado por la sociedad y el rol en el que ella ocupa? ¿Y es su comportamiento una consecuencia de su comportamiento normal?

## Intención de la atribución
El problema de definir con exactitud las intenciones es difícil. Para cada acto observado hay multitud de posibles motivaciones. Si una persona compra a alguien una copa en un pub; puede estar intentando ganarse un favor, su amigo puede que le haya comprado una antes, o él puede estar haciéndole un favor a un amigo que no tiene efectivo.
El trabajo hecho por Jones y Davis solo se ocupa de cómo las personas hacen atribuciones; no se ocupan de cómo las personas toman atribuciones sobre situaciones o causas externas.
Jones y Davis hacen la suposición de que, siendo ningún efecto sobre las acciones intencionado, el perceptor debe creer que (1) el actor sabía las consecuencias de las acciones (por ejemplo, el técnico de Chernóbil dijo no saber las consecuencias de esa acción), (2) el actor tenía la capacidad de realizar la acción (¿podía haber disparado realmente Lee Harvey Oswald a John Kennedy?, y (3) el actor tenía la intención de realizar la acción.

## Efectos no comunes
Las consecuencias de una determinada acción deben ser comparadas con las consecuencias de otras posibles acciones alternativas. Cuantos menos efectos en común tienen todas estas opciones, más seguro uno puede estar de su elección. O de otro modo, cuando más diferentes las consecuencias de una acción son, más fácil es tomar la decisión y mostrar claramente la intención y disposición del actor.
Supone que tú estás planeando ir a un curso de postgrado, en tu corta lista hay dos universidades- la Universidad “Collage” en Londres (UCL) y la escuela de Economistas de Londres (LSE). Tú eliges la UCL antes que el LSE. ¿Qué puede aprender el perceptor social de esto? Primero, hay muchos efectos comunes- entorno urbano, la misma distancia de casa, el mismo sistema de examen, la misma reputación académica,etc. Estos efectos comunes no proporcionan al perceptor ninguna pista sobre su motivación. Pero si el perceptor cree que UCL tiene mejor facilidad en los deportes, o un acceso más fácil a la biblioteca de la Universidad entonces estos efectos que no son comunes o son únicos pueden dar un plus para la motivación. Pero, ahora supón que tienes una corta lista que incluye la UCL y la universidad de Essex, y tú eliges la UCL. Ahora el perceptor se enfrenta a un gran número de efectos no comunes; tamaño de la ciudad, distancia de casa, reputación académica, sistema de examen. El perceptor podría entonces estar menos confiado sobre inferir en una intención particular o disposición cuando hay muchos efectos no comunes.
El menor número de efectos no comunes, es la más cierta de las intenciones de la atribución.

## Baja deseabilidad social
Las personas normalmente tienen la intención de obtener resultados socialmente deseables, luego los resultados socialmente deseables no son informativos sobre las intenciones de las personas o su disposición. 
Como mucho puedes decir de una persona es que es normal, lo cual no está diciendo mucho. Pero socialmente las acciones indeseables dicen más información sobre las intenciones y disposiciones.
Supongamos que usted le pide a un amigo un préstamo de £ 1 y se le dio (una acción socialmente deseable) - el perceptor no podía decir mucho acerca de la bondad o amabilidad de su amigo porque la mayoría de la gente habría hecho lo mismo. Si, por el contrario, el amigo se negó a prestarle el dinero (una acción socialmente indeseable), el perceptor bien podría sentir que su amigo es bastante tacaño, o incluso miserable.
De hecho, la deseabilidad social - a pesar de una importante influencia en el comportamiento - en realidad es sólo un caso especial del principio más general de que la conducta que se desvía de la normal, habitual, o esperada es más informativa sobre la disposición de una persona que aquel comportamiento que se ajusta a la normalidad , costumbre, o espera. Así, por ejemplo, cuando las personas que no se ajustan a la presión del grupo, podemos estar más seguros de que ellos verdaderamente creen en el punto de vista que ellos expresan, más que las personas que conforman el grupo.. Del mismo modo, cuando la gente en un determinado rol social (por ejemplo, médico, maestro, vendedor, etc.) se comportan de maneras que no están en consonancia con las exigencias de conducta en esos roles, podemos estar más seguros acerca de lo que son realmente, que cuando las personas se comportan en esos roles.

## Expectativas
Sólo los comportamientos que se desvían de las expectativas son verdaderamente informativos sobre un actor. Hay dos tipos de expectativas.
De categoría- basado en las expectativas derivadas desde nuestro conocimiento sobre un tipo o grupo particular de personas.
Por ejemplo, si tú estás sorprendido de escuchar a un hombre de negocios ensalzando las virtudes del socialismo, tu sorpresa podría deberse a que las expectativas de un hombre de negocios( su categoría) no son normalmente socialistas.
Individuales - basadas en las expectativas derivadas del conocimiento sobre una persona en particular. Por ejemplo, saber si una persona es partidaria de Margaret Thatcher establece ciertas expectativas y asociaciones acerca de sus creencias y carácter.

## Elección
Otro factor que infiere en la disposición de una acción es si el comportamiento de un actor está afectado por fuerzas situacionales o si ocurren por elección del actor.
Si tu estas elegido para debatir una posición en la clase de debate ( por ejemplo a favor o en contra del neoliberalismo), como usted no eligió discutir en ese bando del debate, sus declaraciones reflejarán en el público cual es su verdadera creencia. Si, sin embargo, tú has elegido discutir en un lado del debate, entonces sería apropiado concluir que para la audiencia tus argumentos serían creencias verdaderas.
A pesar de que la elección debería tener un efecto importante sobre si las personas hacen o no inferencias correspondientes, la búsqueda muestra que las personas no tienen suficientemente en cuenta la elección al juzgar atributos o actitudes de otras personas. Hay una tendencia para los perceptores de asumir que cuando un actor emplea su tiempo en una actividad, como dar un punto de vista o actitud frente a algo, los argumentos que emplea son indicativos de sus verdaderas creencias, incluso cuando pueden hacer fuerzas del entorno que afectando al comportamiento.
De hecho, antes, los psicólogos habían previsto que algo podría ocurrir; ellos pensaban que un actor y su acto eran muy fuertes- como la percepción de Gestalt- que las personas podían tender a sobre-atribuir acciones al actor incluso cuando hay poderosas fuerzas externas sobre el actor que pueden influir en su comportamiento.